# 薩米特鎮區 (內布拉斯加州伯特縣)
薩米特鎮區（英語：Summit Township）是位於美國內布拉斯加州伯特縣的一個行政鎮區。

## 地方資料
薩米特鎮區的面積為155.49平方千米，當中陸地面積為155.02平方千米，而水域面積為0.47平方千米。根據2020年美國人口普查的數據，當地共有人口403人，而人口密度為每平方千米2.59人。